# Xenomerus
Xenomerus är ett släkte av steklar som beskrevs av Walker 1836. Xenomerus ingår i familjen gallmyggesteklar.
Släktet innehåller bara arten Xenomerus ergenna.